# 특수 감각
의학과 해부학에서 특수 감각은 특수한 기관이 담당하는 감각이다.
- 시각(눈)
- 청각 및 균형 감각 (청각 시스템과 전정 시스템을 포함하는 귀)
- 냄새 (코)
- 맛 (혀)

특수 감각과 일반 감각의 구별은 중추 신경계로 들어오고 나가는 신경 섬유를 분류하는 데 사용된다. 특수 감각의 정보는 특수 체성 구심성 섬유 및 특수 내장 구심성 섬유로 전달된다. 대조적으로, 또 다른 감각인 촉각은 특별한 기관이 없지만 몸 전체, 가장 두드러지게는 피부뿐만 아니라 내부 기관(내장)에서도 나오는 신체 감각(somatic sense)이다. 촉각에는 기계적 수용기(압력, 진동 및 고유 수용(proprioception)), 통증(통각) 및 열(열 수용(thermoception))이 포함되며 이러한 정보는 일반 체성 구심성 섬유 및 일반 내장 구심성 섬유으로 전달된다.

## 같이 보기
- 특수몸들신경섬유